# Hip hop chileno

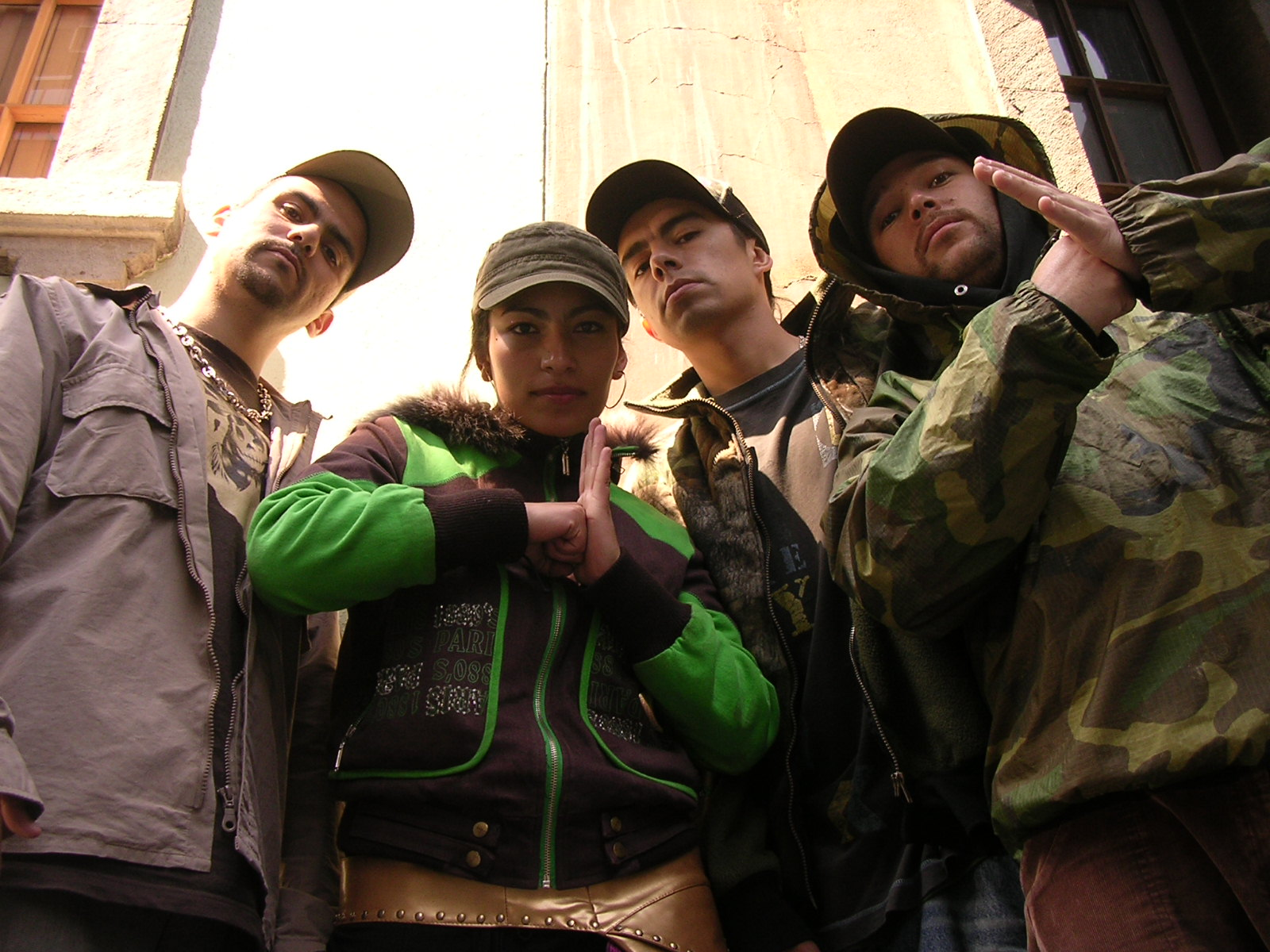
Imagen del grupo Makiza en 2005.

Hip hop y rap chileno es un término que hace referencia al movimiento cultural del hip-hop proveniente de Chile. Este género musical arribó al país por influencia del cine estadounidense, radio y la televisión, además de algunos emigrantes que retornaron de su exilio en el extranjero a finales de la dictadura militar que sufrieron (desde su imposición en 1973, hasta su disolución en 1990). Su mayor punto de éxito se registra entre 1997 y principios de 2000, con sus exponentes posteriores inspirados en este periodo.
Artistas como Tiro de Gracia, La Pozze Latina, Makiza, Panteras Negras, Los Brujoz, Rezonancia, De Kiruza, Los Marginales, Las Corrosivas, La Frecuencia Rebelde, Calambre, JotaPe Mc, y Trovadores Tales, fueron algunos de los pioneros en realizar este género musical en Chile.

## Historia

### Origen
Como en la mayoría de los países latinoamericanos, el primer aspecto de la cultura hip-hop en popularizarse en Chile fue el breakdance que es como se promocionó comercialmente el b-boying entre 1983 y 1984 a través de películas como «Flashdance», «Breakin» y «Beat Street». Precisamente, 2 bailarines que aparecieron en Beat Street en una escena de show de Navidad después fueron invitados por el mismo Don Francisco a su programa Sábados Gigantes. Aunque estos B-boys eran conocidos en la escena hip-hop como los miembros de Magnificent Force "Popmaster Fabel" y "Mr. Wiggles", el animador los dio a conocer con sus apellidos oficiales Pabón y Clemente respectivamente. El público familiar chileno se sorprendió al ver a dos hombres vestidos con pantalones anchos, gorras y zapatillas caña alta, y a ver como se movían robóticamente, pasándose una corriente u onda imaginaria uno al otro, lo qué causó el rápido contagio de este baile tan excéntrico en Chile. Así, se estableció en Chile una moda de breakdance, apareciendo las primeras crews (grupos) practicantes. 
Se dice que el nacimiento del hip-hop como movimiento organizado data, aproximadamente de 1986 con la primera reunión de varias crews de breakdance en el paseo Bombero Ossa en el centro de Santiago de Chile. Quienes inicialmente bailaban o practicaban break dance no tenían muchos recursos, y el movimiento se propagó poco a poco a varias comunas populares de la capital. Con el correr de los años se adquirieron nuevas técnicas y pasos, gracias al apoyo de algunos extranjeros anónimos llegados al país. Sin embargo, uno de los mayores avances se consiguió gracias a la llegada en 1987 de Jimmy Fernández desde Italia (exintegrante de la Pozze Latina). Comienzan a aparecer las primeras agrupaciones de B-boys, tales como: Montaña Breakers, B14, T.N.T., Floor Masters (cuyo integrante principal era de Los Ángeles). Todos estos tuvieron como Meca de encuentro el paseo de la calle Bombero Ossa en el Centro de Santiago, donde acudían todos los B-boys de distintas partes de la capital para hacer "batallas" de break e intercambiar música de Afrika Bambaataa, Run DMC, Public Enemy, y más. Un punto de inflexión fue el impulso que dio el músico Pedro Foncea quien fue el chileno que más dedicación dio al cultivo de ritmos afroamericanos con su banda De Kiruza, quien en el verano de 1988 encuentra a Jimmy Fernández haciendo beatboxing (percusión con la boca), y lo contrata para grabar el mayor hit de su casete debut, el tema «Algo Está Pasando», siendo el primer Rap grabado en Chile de forma profesional. Posteriormente aparecieron los primeros grupos de música de Rap Chileno entre ellos los Panteras Negras, Los Marginales y Latin Posse de Jimmy Fernández, pronto conocida como La Pozze Latina. Junto a ellos se originaron los Graffiteros, mezclados con las múltiples brigadas muralistas, originadas en respuesta a la dictadura militar existente. Simultáneamente aparecen los primeros disc jockey que hacían scratches con tocadiscos y mixer. Destacaron DJ Rata de Panteras Negras, DJ Cherry (Full Power Crew Coquimbo), DJ King Master (actual DJ Cogollo y primer DJ de Los Marginales y La Pozze Latina), y entre muchos otros. Así, ya en 1991, estaba constituido el primer eslabón de la pirámide de la cultura hip-hop en Chile. Los mediados de los años noventa fueron negativos para el hip hop, se vivió una época de recesión tanto en la creación como en la mantención de la cultura en general. Decayó el surgimiento de MC's, de B-boys y de gente que engrosara el arca poblacional del Hip Hop, que era alta en los años previos al acontecimiento, aunque se aumentó en gran forma la cantidad de DJ's.

### Consolidación
Con este panorama preliminar, que marcó lo que sería la tónica durante un par de años, se dio paso el 1990, año en que en Santiago se comenzaba a consolidar uno de los grupos más importantes en la historia nacional, La Pozze Latina, con Jimmy Fernández a la cabeza, MC Rode en las programaciones y DJ Ver, reemplazado después por esporádicas apariciones del actual DJ Cogollo. Este último formó parte del conjunto Los Marginales. El 16 de Junio de 1990, la municipalidad de Nuñoa y la dirección de Jaime Eduardo Miranda alias "Lalo Marginal' de la banda CMC Rappers organizan el "Primer Concierto Rap" en el gimnasio Manuel Plaza, lugar ya habitual de recitales de Thrash metal y Punk. En ese histórico evento al que asistieron unas 200 personas participaron CMC Rappers (posteriormente renombrados Los Marginales, desde Lo Prado), Latin Posse con Jimmy Jeff y MC Rody de Nuñoa, y  Panteras Negras desde Renca. Además al siguiente año, el grupo Panteras Negras lanzaba su primer casete Lejos del centro, bajo el sello independiente Liberación, y ya en 1993 con el sencillo «Reyes de la jungla», comenzaron a editar sus discos más destacados bajo el sello Alerce. Ya en estos años, el grupo Tiro de Gracia comenzaba con sus primeras grabaciones underground independientes en casetes, los cuales posteriormente serían un éxito comercial con su primer disco profesional. Pero también, a principios de los ańos 90, se suceden esporádicas apariciones de exponentes y grupos de la escena en programas de televisión, como el programa Extra Jóvenes, que degustó la exhibición de los breakers.
Esta masificación del hip-hop trajo consigo, desde 1997, el desarrollo del hip-hop "comercial", donde grupos como Tiro de Gracia y Makiza vendían miles de discos ganando discos de oro y plata, llenando teatros y locales nocturnos. Cabe destacar que en el periodo descrito existe una gran variedad de estilos que nacen desde las poblaciones, retomando el rol histórico del hip-hop como movimiento contracultural. 

### Éxito
En mayo de 1997, el grupo Tiro de Gracia lanzó su disco debut titulado Ser hümano!! bajo el sello EMI, con más de 50 mil copias vendidas, este reconocimiento internacional provocó los sellos discográficos a buscar una respuesta artística, tomando conciencia del fenómeno que estaba significando el rap en Chile. Motivados por esto, se publicaron los nuevos discos de otros grupos del estilo como Rezonancia, Makiza, Clan Enigma Oculto, Mamma Soul, y De Kiruza.
En los años 90 y posteriormente a los puntos de encuentro emblemáticos del rap chileno como fueron Bombero Ossa y Paseo San Agustín, se generó en la comuna de Maipú un punto de encuentro que fue la cuna de la nueva escuela en el sector poniente de Santiago "Monumento" liderado por el Mc
Base del grupo Distorsión Lírica, en este lugar se concentró una cantidad importante de los raperos santiaguinos y algunos de provincias domingo tras domingo, quienes compartían sesiones de freestile, croqueras con grafitis y tags, intercambio de música, datos de tocatas (que en esos años no abundaban), entre otras actividades. Sin duda este evento marco un antes y un después en el rap santiaguino convirtiéndose en un enorme aporte a la cultura.
El rap chileno está teniendo otro gran auge de éxito desde el año 2012 hasta hoy por hoy gracias a tremendos exponentes salidos de la llamada "nueva escuela" del Rap Chileno, originados desde el 2000-2005 aprox. hasta la actualidad. Entre los exponentes más destacados se encuentran: Arte Elegante Cevladé, CHR, Omega el CTM, Portavoz del grupo Salvaje Decibel, Bascur, Inkognito, La habitación del Pánico [DJ Tee, Panthy, MC Niel, Jonas Sanche, Hordatoj], Chystemc, Chilenos Mcs, Centinela Spectro, Gran Rah, La Akademia [Liricistas, Adickta Sinfonía, Dous MC & Bicers, Heas], ZitaZoe, Michu MC, Belona Mc, Flowyn, Sello Personal, Mente Sabia Crú, Círculo Real, Ley 20MIL, Mandingas, SubVerso, GuerrillerOkulto, DosCompas entre MUCHOS otros.

## Destacados escena musical

### Makiza
El cuarteto chileno Makiza, estaba integrado por jóvenes residentes en Santiago. Varios miembros pasaron sus infancias en Europa, a causa del exilio político de sus padres. Anita Tijoux es una de las pocas raperas latinas internacionalmente reconocidas.
Se diferencian bastante con el canon pandillero, con una propuesta más de conciencia y universalista similar a De La Soul o Digable Planets, su más grande, éxito con el coro: "La rosa de los vientos", refleja aquella visión de rechazo a la identificación exclusiva al barrio de pertenencia reemplazado por el abrazo a la experiencia ilimitada de "ser un ciudadano del planeta Tierra"; concepto obvio muy influido por las vivencias en distintos continentes de los integrantes del trío.

### Los Tetas
El grupo Los Tetas', fue un grupo fusión que mezclaba el funk instrumental con el Rap y el rock . La conformaban el guitarrista, tecladista y vocalista C-Funk, el MC y ocasional tornamesista Tea-Time, el bajista Rulo y el baterista Pepino, (reemplazados más tarde por Toly y Tata respectivamente.
Sus líricas eran multilingües, mezclando el Español con el Inglés y el Alemán (ya que Tea-Time vivió su infancia en Alemania) y su música rememoraba el funk clásico como James Brown y George Clinton, el funk rock de Red Hot Chili Peppers y el neo-funk de Jamiroquai. Hablaban de temas propiamente juveniles, como ir de fiesta (Fiesta Funk, Corazón de Sandía), la rebelión juvenil (Generación Perdida) o incluso, el sexo (Papi donde está el funk?...).
Fueron contemporáneos de Tiro de Gracia (con quienes hicieron colaboraciones simultáneas llamadas Nuestra Fiesta (Okupa Segura y No Molesta) y Cha cha cha) y de Makiza. Su sencillo Corazón de Sandía tuvo mucha rotación en MTV Latino. Entre otras colaboraciones hicieron una con Germaín de la Fuente de la leyenda de los 70s Los Angeles Negros.

### Tiro de Gracia
En 199q se forma el grupo Tiro de Gracia, integrado por Lenwa Dura y Juan Sativo, quienes luego de un año de gran aceptación en la escena underground del rap chileno, darían vida a 2 maquetas o mixtapes independientes, Arma Calibrada y Homosapiens (1994), es en este último donde se integra al grupo el primer DJ, DJ Borna (Cristian Hidalgo)

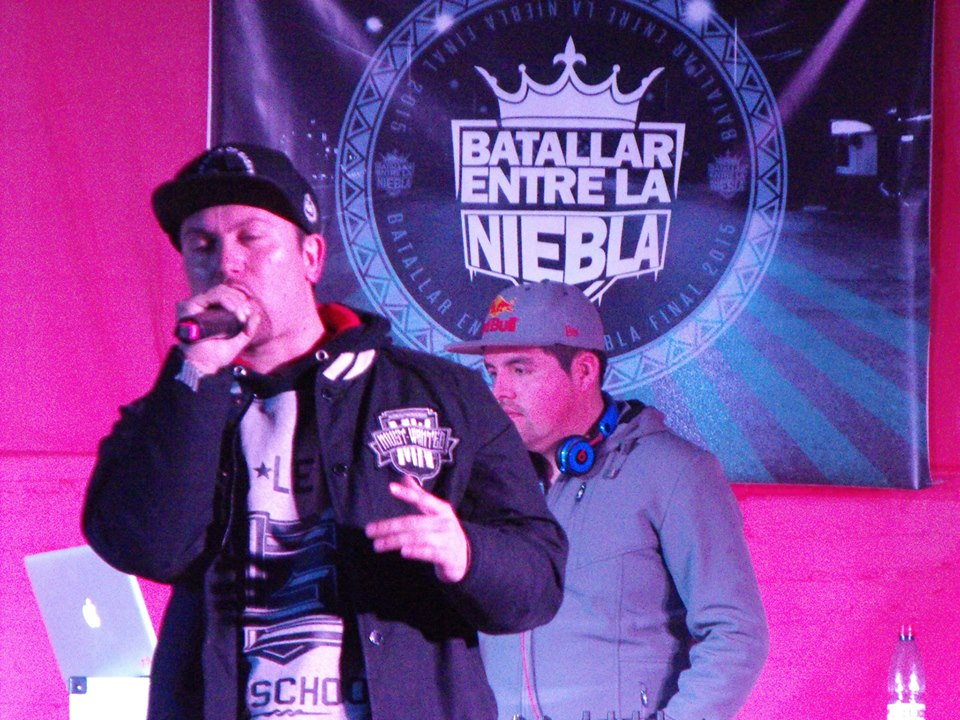
Omega el CTM en Batallar entre la Niebla "La Final", Chimbarongo

En 1996 el grupo conoce a los productores musicales, Patricio "Adonai" Loaiza y Camilo Cintolessi, junto a ellos, Tiro de Gracia, por fin experimenta con música propia y tras varios meses de trabajo terminan un EP, demo final con 3 temas del disco Ser Hümano!!, que luego de negociar con el sello EMI saldría a la venta el año 1997, coproducido por DJ Borna, Cenzy (ex-Makiza) y con la incorporación de un nuevo MC, Zaturno (Juan Lagos). El disco fue un éxito a nivel nacional, con 80,000 copias vendidas.
Comienzan las giras y colaboraciones, entre las que destacan la participación en el disco de MTV Lingo junto a Control Machete para el remix del tema «Así Son Mis Días». La banda viaja a España, donde comparten escenario con Frank-T y CPV. También visitan Perú, Argentina y en 1998 parten a Estados Unidos, invitados por la revista Strees Magazine al Festival Agosto Negro, donde tienen el honor de telonear a Black Star, The Roots, Fat Joe & Terror Squad, Tony Touch y Dead Prez. Paralelamente y en el mítico estudio Hit Factory, avanzan en la mezcla de su segundo disco, Decisión, que contó con invitados como DJ Raff, Patricio "Adonai" Loaiza en la producción, y la destacada participación de Iván (DJ Doc) Rodríguez en las mezclas, el mismo que mezcló el primer disco de Fugees, EPMD, Biz Markie, entre otros.

Tiempo después, Zaturno abandona el grupo por motivos personales. Juan Pincel y Lenwa Dura continúan trabajando, para luego con Patricio "Adonai" Loaiza y Jorge del Campo a la cabeza sacar el tercero disco del grupo, Retorno de Misericordia.

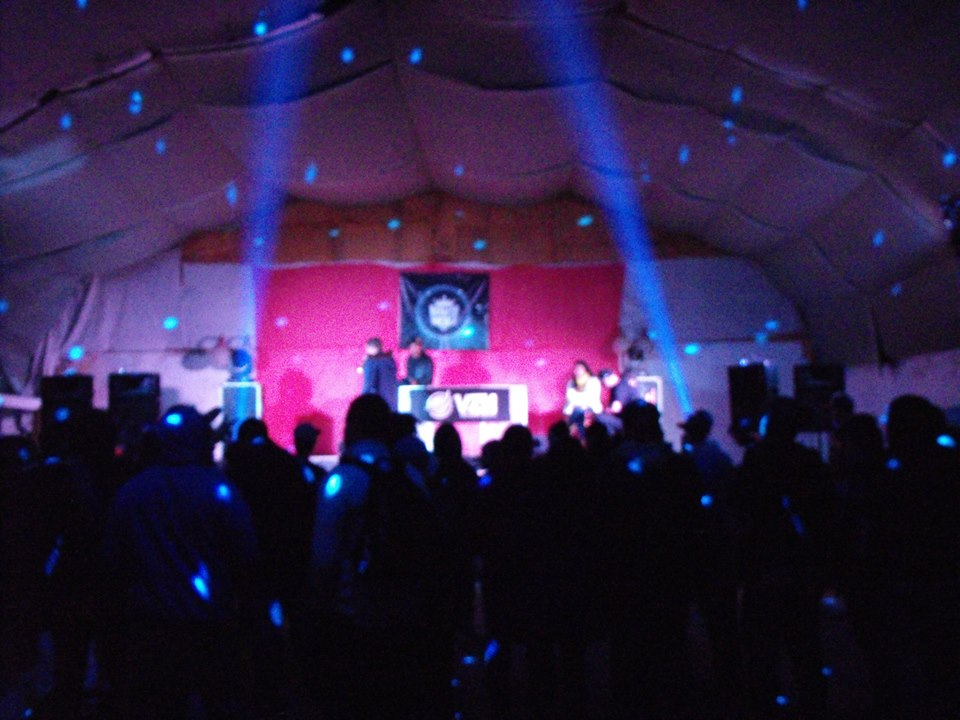
Escenario de Batallar entre la Niebla 2014

A pesar de todo, la relación artista/compañía no iba bien, el incumplimiento de contrato, el desorden, más el efecto dominó de la piratería hacen cada vez más difícil el proceso creativo, aun así, logran sacar su cuarto disco, Patrón del Vicio, producido por un apurado Cenzy y un sello poco dedicado, las ventas no fueron las mejores, pero de todos modos, el grupo cantó con Rappin Hood y Actitud María Marta en Sao Paulo, y hizo un comercial en contra de la pedofilia y el abuso de menores con el tema «La vas a pagar», y grabar el tema central y video para la película Mala Leche, el primer tema fue escrito íntegramente por Lenwa, el segundo casi en su totalidad y se convirtió en el sencillo principal del disco de grandes éxitos, Impacto Certero.
Después de viajar a Perú, regresar un vez más a España, telonear a Black Eyed Peas en Argentina, y luego de prolongados problemas con Juan Sativo, en 2007, Lenwa decide su retiro definitivo del grupo, para emprender su camino en solitario.